# NGC 7412
NGC 7412 (другие обозначения — PGC 70027, ESO 290-24, MCG -7-47-4, AM 2252-425, IRAS22529-4254) — спиральная галактика с перемычкой (SBb) в созвездии Журавль.
Этот объект входит в число перечисленных в оригинальной редакции «Нового общего каталога».